# Falls Road
Falls Road (iriska: Bóthar na bhFál) är huvudvägen i västra Belfast från Divis Street i stadens centrum till Andersonstown i förorterna. Namnet är synonymt med de katolska och nationalistiska områdena i staden. Stadens romersk-katolska katedral, St. Peter's, och huvudsjukhuset Royal Victoria Hospital ligger vid vägen. Vägen är och var även en viktig plats under The Troubles i Nordirland.Ex händelse var Milltown Cemetery attack 1988  Milltownmassakern, som utfördes av Michael Stone. Han sprängde granater och sköt in i en sörjande folkmassa när en IRA medlem begravdes. 50 personer skadades och tre dog. Falls Road är även en populär turistattraktion för dem som vill se väggmålningarna och det som hänt under The Troubles.
Legendariska Milltown Cemetery ligger här där bland annat Bobby Sands är begraven.